# Vital Loraux
Vital Loraux (Charleroi, 22 september 1925 – 27 februari 2013) was een Belgische internationale voetbalscheidsrechter.
Na een korte carrière als speler bij Olympic Charleroi en Daring Brussel werd Loraux scheidsrechter. Vanaf 1958 floot hij wedstrijden in de Eerste klasse waar hij spoedig de Belgische topscheidsrechter werd. In totaal floot Loraux vijf finales in de Beker van België (1966, 1970, 1972, 1973 en 1975).
Vanaf 1964 mocht Loraux internationale wedstrijden fluiten. Hij floot in totaal drie wedstrijden op het wereldkampioenschap voetbal: in 1970 in Mexico floot hij de wedstrijden Engeland-Roemenië en Brazilië-Peru en in 1974 in West-Duitsland floot hij de wedstrijd Argentinië-Brazilië. Hij floot in dat laatste jaar eveneens de  finale van de Europacup I 1973/74 tussen FC Bayern München en Atlético Madrid.
In 1975 bereikte Loraux de leeftijdsgrens van 50 jaar en nam hij afscheid als voetbalscheidsrechter.